# Чжань Хаоцін
Чжань Хаоцін  (кит.: 詹皓晴),  знана також як Енджел Чжань — тайванська тенісистка, що спеціалізується в основному на парній грі, фіналістка турнірів Великого шолома у парному й змішаному парному розряді. 
Старша сестра тенісистки Латіша Чжань, або Чжань Юнжань — теж тенісистка, й сестри часто грали разом.

## Значні фінали

### Фінали турнірів Великого шолома

#### Парний розряд: 1 фінал
| Результат | Рік  | Турнір    | Поверхня | Партнерка        | Супротивниці                    | Рахунок  |
| --------- | ---- | --------- | -------- | ---------------- | ------------------------------- | -------- |
| Поразка   | 2017 | Wimbledon | Трава    | Моніка Нікулеску | Катерина Макарова Олена Весніна | 0–6, 0–6 |

#### Мікст: 2 фінали
| Результат | Рік  | Турнір    | Поверхня | Партнер     | Супротивники                  | Рахунок          |
| --------- | ---- | --------- | -------- | ----------- | ----------------------------- | ---------------- |
| Поразка   | 2014 | Wimbledon | Трава    | Макс Мирний | Ненад Зімоньїч Саманта Стосур | 4–6, 2–6         |
| Поразка   | 2017 | US Open   | Хард     | Майкл Вінус | Джеймі Маррей Мартіна Хінгіс  | 1–6, 6–4, [8–10] |

### Прем'єрні обов'язкові/Чільні 5

#### Парний розряд
| Результат | Рік  | Турнір                              | Поверхня | Партнерка    | Супротивниці                     | Рахунок                |
| --------- | ---- | ----------------------------------- | -------- | ------------ | -------------------------------- | ---------------------- |
| Поразка   | 2013 | Toray Pan Pacific Open, Токіо       | Хард     | Лізель Губер | Кара Блек Саня Мірза             | 6–4, 0–6, [9–11]       |
| Перемога  | 2015 | Western & Southern Open, Цинциннаті | Хард     | Чжань Юнжань | Кейсі Деллаква Ярослава Шведова  | 7–5, 6–4               |
| Поразка   | 2015 | China Open, Пекін                   | Хард     | Чжань Юнжань | Мартіна Хінгіс Саня Мірза        | 7–6(11–9), 1–6, [8–10] |
| Перемога  | 2016 | Qatar Total Open, Доха              | Хард     | Чжань Юнжань | Сара Еррані Карла Суарес Наварро | 6–3, 6–3               |

## Фінали турнірів WTA

### Парний розряд: 41 (21 титул, 20 поразок)
| Легенда                      |
| ---------------------------- |
| Турніри Великого шлему (0–1) |
| Турніри WTA 1000 (2–5)       |
| Турніри WTA 500 (6–11)       |
| Турніри WTA 250 (13–3)       |

| Фінали за покриттям |
| ------------------- |
| Тверде (16–13)      |
| Ґрунт (3–2)         |
| Килим (0–0)         |
| Трава (2–5)         |

| Результат | В-П   | Дата     | Турнір                                | Категорія     | Покриття      | Партнер                         | Опоненти                                      | Рахунок                |
| --------- | ----- | -------- | ------------------------------------- | ------------- | ------------- | ------------------------------- | --------------------------------------------- | ---------------------- |
| Поразка   | 0–1   | Лют 2012 | Pattaya Women's Open, Таїланд         | International | Тверде        | Латіша Чжань                    | Саня Мірза Анастасія Родіонова                | 6–3, 1–6, [8–10]       |
| Поразка   | 0–2   | Бер 2012 | BMW Malaysian Open, Малайзія          | International | Тверде (i)    | Фудзівара Ріка                  | Чжан Кайчжень Чжуан Цзяжун                    | 5–7, 4–6               |
| Перемога  | 1–2   | Січ 2013 | WTA Shenzhen Open, КНР                | International | Тверде        | Чжань Юнжань                    | Ірина Бурячок Валерія Соловйова               | 6–0, 7–5               |
| Перемога  | 2–2   | Тра 2013 | Estoril Open, Португалія              | International | Ґрунт         | Крістіна Младенович             | Дарія Юрак Каталін Мароші                     | 7–6(7–3), 6–2          |
| Поразка   | 2–3   | Сер 2013 | San Diego Open, US                    | Premier       | Тверде        | Жанетта Гусарова                | Ракел Атаво Абігейл Спірс                     | 4–6, 1–6               |
| Поразка   | 2–4   | Вер 2013 | Toray Pan Pacific Open, Японія        | Premier 5     | Тверде        | Лізель Губер                    | Кара Блек Саня Мірза                          | 6–4, 0–6, [9–11]       |
| Поразка   | 2–5   | Кві 2014 | Charleston Open, U.S.                 | Premier       | Ґрунт (green) | Чжань Юнжань                    | Анабель Медіна Гаррігес Ярослава Шведова      | 6–7(4–7), 2–6          |
| Перемога  | 3–5   | Кві 2014 | Malaysian Open, Малайзія              | International | Тверде        | Тімеа Бабош                     | Чжань Юнжань Чжен Сайсай                      | 6–3, 6–4               |
| Перемога  | 4–5   | Чер 2014 | Eastbourne International, UK          | Premier       | Трава         | Чжань Юнжань                    | Мартіна Хінгіс Флавія Пеннетта                | 6–3, 5–7, [10–7]       |
| Перемога  | 5–5   | Лют 2015 | Pattaya Open, Таїланд                 | International | Тверде        | Чжань Юнжань                    | Сюко Аояма Тамарін Танасугарн                 | 2–6, 6–4, [10–3]       |
| Перемога  | 6–5   | Тра 2015 | Nuremberg Cup, Німеччина              | International | Ґрунт         | Анабель Медіна Гаррігес         | Лара Арруабаррена Ралука Олару                | 6–4, 7–6(7–5)          |
| Перемога  | 7–5   | Сер 2015 | Мастерс Цинциннаті, US                | Premier 5     | Тверде        | Чжань Юнжань                    | Кейсі Деллаква Шведова Ярослава В'ячеславівна | 7–5, 6–4               |
| Перемога  | 8–5   | Вер 2015 | Japan Women's Open, Японія            | International | Тверде        | Чжань Юнжань                    | Нара Курумі Дой Місакі                        | 6–1, 6–2               |
| Поразка   | 8–6   | Вер 2015 | Pan Pacific Open, Японія              | Premier       | Тверде        | Чжань Юнжань                    | Гарбінє Мугуруса Карла Суарес Наварро         | 5–7, 1–6               |
| Поразка   | 8–7   | Жов 2015 | China Open, КНР                       | Premier M     | Тверде        | Чжань Юнжань                    | Мартіна Хінгіс Саня Мірза                     | 7–6(11–9), 1–6, [8–10] |
| Перемога  | 9–7   | Лют 2016 | WTA Taiwan Open, Тайвань              | International | Тверде        | Чжань Юнжань                    | Ері Ходзумі Като Мію                          | 6–4, 6–3               |
| Перемога  | 10–7  | Лют 2016 | Qatar Ladies Open, Катар              | Premier 5     | Тверде        | Чжань Юнжань                    | Сара Еррані Карла Суарес Наварро              | 6–3, 6–3               |
| Поразка   | 10–8  | Чер 2016 | Eastbourne International, UK          | Premier       | Трава         | Чжань Юнжань                    | Дарія Юрак Родіонова Анастасія Іванівна       | 7–5, 6–7(4–7), [6–10]  |
| Перемога  | 11–8  | Жов 2016 | Hong Kong Tennis Open, КНР SAR        | International | Тверде        | Чжань Юнжань                    | Наомі Броді Гезер Вотсон                      | 6–3, 6–1               |
| Перемога  | 12–8  | Лют 2017 | Тайвань Open, Тайвань (2)             | International | Тверде        | Чжань Юнжань                    | Луціє Градецька Катержина Сінякова            | 6–4, 6–2               |
| Поразка   | 12–9  | Тра 2017 | Internationaux de Strasbourg, Франція | International | Ґрунт         | Чжань Юнжань                    | Ешлі Барті Кейсі Деллаква                     | 4–6, 2–6               |
| Поразка   | 12–10 | Чер 2017 | Birmingham Classic, UK                | Premier       | Трава         | Чжан Шуай                       | Ешлі Барті Кейсі Деллаква                     | 1–6, 6–2, [8–10]       |
| Поразка   | 12–11 | Лип 2017 | Вімблдонський турнір, UK              | Grand Slam    | Трава         | Моніка Нікулеску                | Катерина Макарова Олена Весніна               | 0–6, 0–6               |
| Перемога  | 13–11 | Жов 2017 | Гонконг Open, КНР (2)                 | International | Тверде        | Чжань Юнжань                    | Лу Цзяцзін Ван Цян                            | 6–1, 6–1               |
| Перемога  | 14–11 | Лют 2018 | Dubai Tennis Championships, UAE       | Premier       | Тверде        | Ян Чжаосюань                    | Сє Шувей Пен Шуай                             | 4–6, 6–2, [10–6]       |
| Поразка   | 14–12 | Січ 2019 | Brisbane International, Австралія     | Premier       | Тверде        | Латіша Чжань                    | Ніколь Меліхар Квета Пешке                    | 1–6, 1–6               |
| Перемога  | 15–12 | Січ 2019 | Hobart International, Австралія       | International | Тверде        | Латіша Чжань                    | Кірстен Фліпкенс Юганна Ларссон               | 6–3, 3–6, [10–6]       |
| Перемога  | 16–12 | Лют 2019 | Катар Ladies Open, Катар (2)          | Premier       | Тверде        | Латіша Чжань                    | Анна-Лена Гренефельд Демі Схюрс               | 6–1, 3–6, [10–6]       |
| Перемога  | 17–12 | Чер 2019 | Eastbourne International, UK (2)      | Premier       | Трава         | Латіша Чжань                    | Кірстен Фліпкенс Бетані Маттек-Сендс          | 2–6, 6–3, [10–6]       |
| Перемога  | 18–12 | Вер 2019 | Pan Pacific Open, Японія              | Premier       | Тверде        | Латіша Чжань                    | Сє Шувей Hsieh Yu-chieh                       | 7–5, 7–5               |
| Поразка   | 18–13 | Лют 2021 | Gippsland Trophy, Австралія           | WTA 500       | Тверде        | Латіша Чжань                    | Барбора Крейчикова Катержина Сінякова         | 3–6, 6–7(4–7)          |
| Поразка   | 18–14 | Сер 2022 | Silicon Valley Classic, US            | WTA 500       | Тверде        | Аояма Сюко                      | Сюй Їфань Ян Чжаосюань                        | 5–7, 0–6               |
| Перемога  | 19–14 | Лют 2023 | Hua Hin Championships, Таїланд        | WTA 250       | Тверде        | У Фансьєнь                      | Ван Сіньюй Чжу Лінь                           | 6–1, 7–6(8–6)          |
| Поразка   | 19–15 | Лют 2023 | Abu Dhabi Open, UAE                   | WTA 500       | Тверде        | Аояма Сюко                      | Луїза Стефані Zhang Shuai                     | 6–3, 2–6, [8–10]       |
| Поразка   | 19–16 | Лют 2023 | Dubai Championships, UAE              | WTA 1000      | Тверде        | Латіша Чжань                    | Вероніка Кудерметова Людмила Самсонова        | 4–6, 7–6(7–4), [1–10]  |
| Поразка   | 19–17 | 2023     | КНР Open, КНР                         | WTA 1000      | Тверде        | Джуліана Ольмос                 | Сара Соррібес Тормо Маріє Боузкова            | 6–3, 0–6, [4–10]       |
| Перемога  | 20–17 | Січ 2024 | Hobart International, Австралія (2)   | WTA 250       | Тверде        | Джуліана Ольмос                 | Ґо Ханю Цзян Сіньюй                           | 6–3, 6–3               |
| Перемога  | 21–17 | Кві 2024 | Porsche Tennis Grand Prix, Німеччина  | WTA 500       | Ґрунт (i)     | Кудерметова Вероніка Едуардівна | Ульрікке Ейкері Інгрід Ніл                    | 4–6, 6–3, [10–2]       |
| Поразка   | 21–18 | Чер 2024 | German Open, Німеччина                | WTA 500       | Трава         | Кудерметова Вероніка Едуардівна | Ван Сіньюй Чжен Сайсай                        | 2–6, 5–7               |
| Поразка   | 21–19 | Чер 2024 | Bad Homburg Open, Німеччина           | WTA 500       | Трава         | Кудерметова Вероніка Едуардівна | Ніколь Меліхар Еллен Перес                    | 6–4, 3–6, [8–10]       |
| Поразка   | 21–20 | 2024     | КНР Open, КНР                         | WTA 1000      | Тверде        | Кудерметова Вероніка Едуардівна | Сара Еррані Жасмін Паоліні                    | 4–6, 4–6               |

## Зовнішні посилання
- Досьє на сайті WTA [Архівовано 28 липня 2018 у Wayback Machine.]

## Виноски
1. ↑  Player Profile // WTA website
2. ↑  https://www.billiejeankingcup.com/en/players/player.aspx?id=800284389
3. ↑  Hao-Ching Chan. WTA. 6 березня 2018. Архів оригіналу за 2 квітня 2019. Процитовано 30 липня 2018.
4. ↑  У протоколах міжнародних змагань прізвище та ім'я тенісистки транскрибується Chan Hao-ching за офіційною в Тайвані системою романізації Вейда-Джайлза

| Тенісист | Це незавершена стаття про тенісиста чи тенісистку. Ви можете допомогти проєкту, виправивши або дописавши її. |